# Докучаєв Василь Васильович
Васи́ль Васи́льович Докуча́єв (нар. 17 лютого (1 березня) 1846 — пом. 8 листопада 1903) —  російський природознавець, основоположник наукового генетичного ґрунтознавства та зональної агрономії.
У 1871 році закінчив Петербурзький університет, з 1883 року — його професор. У 1888–1894 роках на запрошення Полтавського губернського земства очолював експедицію, що вивчала ґрунти, рослинність і геологічні умови Полтавщини. За його ініціативи було складено ґрунтові карти губернії, створено у Полтаві природничо-історичний музей. Серед учасників експедиції були учні В. В. Докучаєва, згодом видатні природознавці академік В. І. Вернадський, академік К. Д. Глінка (1867—1927), академік Ф. Ю. Левінсон-Лессінг (1861—1939).

## Життєпис
Народився у селі Мілюково Сичовського повіту Смоленської губернії Російської імперії (нині село Новодугінського району Смоленської області, Російської Федерації) у родині сільського священика. Закінчив Смоленську духовну семінарію (1867), фізико-математичний факультет Петербурзького університету зі ступенем кандидата природничих наук 1871 року.
Від 1872 року працює на посаді консерватора (хранителя) в університетському геологічному кабінеті. З 1875 року в Товаристві дослідників природи (Санкт-Петербург) та журналі «Вітчизняні записки» (рос. «Отечественные записки») подав повідомлення «З питання осушення боліт і зокрема осушення Полісся» (рос. «По вопросу об осушении болот и в частности об осушении Полесья»). Досліджував пухкі відклади та структуру річкових долин, головним чином — дніпровської. У 1878 році узагальнив результати досліджень у магістерській дисертації «Способи утворення річкових долин Європейської Росії» (рос. «Способы образования речных долин Европейской России»).
У 1877—78 роках взяв участь в організованих Вільним економічним товариством геолого-географічних «екскурсіях» чорноземною смугою Російської імперії, переважно Україною (у 1881 році знову відвідав Україну для уточнення висновків). Підтримав теорію генези чорнозему, висловлену видатним українським ґрунтознавцем Н. Д. Борисяком. У 1879 році під егідою Міністерства державних маєтностей видав записку «Картографія руських ґрунтів» — пояснювальний текст до карти ґрунтів Європейської Росії, складеної статистиком Василем Чаславським, опублікованої 1878 року.
З 1879 року почав викладати в Петербурзькому університеті, де читав лекції з курсів мінералогії та кристалографії.
У 1880 році обійняв посаду завідувача кафедри мінералогії (1881 — штатний доцент, 1884 — професор). У 1881 році з приводу видання двотомника графа Олексія Уварова «Археологія Росії. Кам'яний період» виголосив полемічну промову (наступного року побачила світ як брошура). У 1882 році за колекцію ґрунтів отримав диплом першого ступеня Всеросійської промислово-художньої виставки. У 1883 році був нагороджений Макаріївською премією Петербурзької академії за книгу «Руський чорнозем».
У 1888—94 роках керував фізико-географічними дослідженнями Полтавської губернії, разом із колегами видав матеріали щодо оцінки її земель, статті, монографію «Наш степ раніше й тепер» (рос. «Наши степи прежде и теперь») (гонорарні кошти передав постраждалим від посухи), розробив методику визначення, чи були ліси на південних українських теренах. 12 листопада (31 жовтня) 1888 року у Вільному економічному товаристві виступив з відповідною доповіддю «Методи дослідження питання: чи були ліси у південному степу Росії» («Методы исследования вопроса: были ли леса в южной степной России»). Удостоївся золотої медалі та ордена «За заслуги у землеробстві» Всесвітньої виставки у Парижі, 1889 року.
Під час робіт з ґрунтово-геологічного вивчення Полтавської губернії (1886—1889) В. В. Докучаєв навідується у маєток В. С. Кочубея у Полтавському повіті, поблизу Диканьки, що звався Піщано-Балясним, де на хуторі Дячкове жив О. О. Ізмаїльський, і між ними започатковуються дружні відносини і починається творча співпраця. В. В. Докучаєв пізніше не раз у своїх роботах посилався на дослідження О. Ізмаїльського. У січні 1894 року Докучаєв запрошує Ізмаїльського до складу керівництва Особливої експедиції Департаменту лісового господарства для ведення робіт у Воронізькій губернії. Внаслідок загострення хвороби О. Ізмаїльський змушений був відмовитись.
В. Докучаєв опікувався долею В. І. Вернадського, обнародував у 1889 році, зокрема, результати студій цього свого учня-колеги, набуті під час мандрівки поблизу річки Чаплинка в Новомосковському повіті Катеринославської губернії (нині територія Дніпропетровської області), та його розвідку про Кременчуцький повіт Полтавської губернії.
1890 року запропонував створити у Полтаві природничий музей. Основу першої експозиції склали колекції, що зібрала експедиція професора Докучаєва — зразки ґрунтів — 4 тисяч одиниць; зразки гірських порід — 500 одиниць; гербарій — до 800 аркушів.
У 1892 році очолив Особливу експедицію, споряджену Лісовим департаментом до Воронезької, Харківської та Катеринославської губерній задля запобігання ерозії ґрунтів, посухам і недородам. Опублікував «Праці» експедиції у 18 випусках. Пильну увагу приділив Старобільському степу в Харківській губернії (тепер на території Старобільської ділянки, організованої під час експедиції, створено ботанічний заказник загальнодержавного значення «Юницький») та Великоанадольському лісництву в Маріупольському повіті Катеринославської губернії.
Від 1892 року виконував обов'язки директора Новоолександрійського інституту сільського господарства та лісівництва (Ново-Олександрія, Люблінська губернія, нині місто Пулави, Польща), значною мірою на евакуйованій у 1914 році базі якого виник Харківський національний аграрний університет імені В. В. Докучаєва. У 1895 році через перевтому взяв відпустку, під час якої відпочивав у Криму. У 1898 році вивчав ґрунти Бессарабії, потім, до 1900 року — Кавказу та Центральної Азії.
У 1899 році сформулював так званий «закон зональності», що показує «найщільніший зв'язок клімату, ґрунтів, тваринних та рослинних організмів» і «співвідношення між зонами природи взагалі й усім життям, усією діяльністю людини». Читав науково-популярні лекції, в тому числі в Полтаві, де співпрацював із місцевим земством і часописом «Хуторянин». Від кінця 1900 року тяжко хворів.
Помер у Санкт-Петербурзі.

## Увічнення пам'яті
Ім'я Докучаєва згадується в десятках національних і спеціальних енциклопедіях, у тому числі в «Міжнародних персоналіях», а також у «Загальній історії наук». На різні мови перекладені роботи про нього Д. Віленського, І. А. і Л. А. Крупенікових, Б. Полинова, Л. Прасолова, С. Соболєва, Л. Чеботарьової, А. Ярилова. Багато для популяризації ідей Докучаєва на міжнародній арені зробив його учень — академік К. Глінка. Буквально в кожному підручнику ґрунтознавства, землеробства, фізичної географії згадується ім'я Докучаєва. Біографія і портрет вченого подані в одному з курсів ґрунтознавства, виданих у США. Американський ґрунтознавець К. Марбут, говорячи про роль Докучаєва в історії ґрунтознавства, прирівнював його до К. Ліннея в історії біології та Ч. Лаєлля в історії геології.
У 1954 році на його честь смт Оленівські Кар'єри Донецької області перейменовано на місто Докучаєвськ.

## Твори
- Избранные сочинения, т. 1-3. М., 1948-49.
- Сочинения, т. 1-9. М., 1949-60.
- Наші степи колись і тепер. К.-Х., 1949.
- К вопросу о почвах Бессарабии. Кишинев, 1950.
- Російський чорнозем. К.-Х., 1952.